# 平野隼人
平野 隼人（ひらの はやと）は、日本の男性声優、俳優。青森県出身。
アミューズメントメディア総合学院声優タレント学科卒業。現在はポンテで活動。

## 来歴
2013年4月よりパワー・ライズ（合併前はトリアス）預かり所属。
2017年5月31日に同事務所を退所。
2017年6月1日よりフリーで活動。
2017年11月よりポンテ所属。

## 出演作品

### 映画
2011年
- 神☆ヴォイス

2014年
- チーム・バチスタFINAL ケルベロスの肖像

2016年
- ちはやふる 上の句

### テレビドラマ
2014年
- リアル脱出ゲームTV X game
- リアル脱出ゲームTV (レギュラー出演)[1]
  - 番組内インフォマーシャル NISSN×リアル脱出ゲームTV
- 逃走中 白雪姫と 7人の侍
- 若者たち2014
- 警視庁捜査一課9係 SEASONS 9
- 地獄先生ぬ〜べ〜

2015年
- 残念な夫。
- 警視庁捜査一課9係 SEASONS 10
- 妄想彼女
- 破裂
- 青春探偵ハルヤ-大人の悪を許さない！-

2016年
- 海底の君へ
- 松本清張特別企画 喪失の儀礼
- 世にも奇妙な物語 美人税
- OUR HOUSE

### 吹き替え
2014年
- アドレナリンRUSH（パオロ、マックス、他）[1]

2016年
- 1944 独ソ・エストニア戦線（ピール、他）

2017年
- ジュラシック・リボーン（テレビ局Ａ.Ｄ.）
- 持たざるものが全てを奪う HACKER（サイ）[2]
- ジョン・ディーの魔導書 エバーモアの戦い（アイラ、アナウンサー、他）

### ドラマCD
- 「僕らの恋と青春のすべてcase:04 保健室の僕ら」田崎

### ゲーム
- Nintendo Switch「忍スピリッツS 真田獣勇士伝」海野六郎 他
- Nintendo Switch「大乱盗！ジュエルウォーズ」
- 「アルテイルクロニクル」銀陽帝フェルラート

### ミュージックビデオ
2015年
- シシド・カフカ『バネのうた』

### CM
2017年
- Earth Music&Ecology「タクシー」篇

### イベント
- しぶやキッズフィルム・フェスタ上映作品「テディとアニー」シェフ
- UBUGOE vol.16

### 舞台
- 藤川流舞踊会 2011〜festivo 〜
- 藤川流舞踊会 2013 桜花海賊伝
- ゆう－1本の木が見た千年夢物語－
- 演劇レーベルBo"-tanz第40回公演「UNBREAKABLE第二章-瞼を閉じることで見えてくるもの-」但峰 大介
- 新国立劇場オペラ2016『トスカ』マルタの騎士
- 演劇ユニット７contents 第14回公演『switch×switch』桐谷 健
- ドリームレスキュー・言うことナース！～エピソードゼロだけどぉ～」永井レイジ
- 朗読劇「ネガイボシ」高岸 拓人
- 个RABO朗読劇「声麺所」ニポン、リョウ（水道橋海老丸)
- メディアンプロＱ公演「裁判部へ行こう！」飯田 兼人
- メディアンプロ第7回本公演「プレゼンツ～あなたが私にくれたもの～」山下 智英
- メディアンプロ第9回本公演「輝け☆二重奏！」ピカイチ
- メディアンプロ第10回本公演「裁判部へ行こう！2.0」飯田 兼人
- メディアンプロ第11回本公演「さよならRADIO」岡林 勇作
- TOMOIKEプロデュース「伯父の魔法使い」東野 充（本多劇場）
- メディアンプロ第12回本公演「お部屋探します！」主演：加茂賢一
- メディアンプロ第13回本公演「忍びよる偲びの夜」吉原 義明／脚本･演出：ヘドロットン(２丁拳銃 小堀 裕之)
- 劇団YAMINABE第10回公演『2 COLOR POT』「-19」藤田 智之
- 大川企画Vol.1「ラブワクチン」SHUN
- 劇団YAMINABE第11回「ここにいる。」高橋 啓司

### その他
- webラジオ「ゆーきとはやとのぴかぴかラジオ」パーソナリティ
- YouTube「V企画（Vtuber）」宮本優CV
- 「英国探偵と伯爵令嬢の華麗なる戯曲」The Demon hound of the Baskervilles 月下の夜想曲
- 朗読劇版シャーロック・ホームズ「The Beginning Of Fantasia」
- 聴くanime『彼岸のオルカ』（2022年、帆立[4]）